# Antonia Arrobas y Pérez
Antonia Arrobas Pérez (Talavera la Real, 17 de enero de 1858 - ?) fue la primera mujer en España en acceder de forma oficial a la enseñanza secundaria.

## Trayectoria
Según la profesora Flecha de la Universidad de Sevilla, Arrobas era hija de clase obrera, su padre era carpintero y su madre ama de casa. Aunque se desconoce la razón por la que Arrobas eligió el  IES La Rábida para realizar sus estudios, lo más probable es que fuera por la influencia de su tío, Joaquín Sama y Vinagre, profesor de filosofía en ese instituto.
El 15 de marzo de 1871, Arrobas solicitó a la Dirección General de Instrucción Pública que le permitiesen dar validez académica a los estudios de segunda enseñanza que había hecho de manera privada, mediante la realización de un examen en el instituto de Huelva que en aquel momento dependía del Distrito Universitario de Sevilla. Téngase en cuenta que la normativa vigente solo consideraba alumnos, en masculino, por lo que la instancia tuvo que ser elevada a las autoridades académicas. Contó con el apoyo de los krausistas, Joaquín Sama y Vinagre, su tío y profesor en el centro, del director del instituto, Horacio Bell y del rector de la Universidad de Sevilla, Federico de Castro y Fernández, quienes vieron una posibilidad en la legislación educativa de Amadeo de Saboya para dar acceso a la mujer a la enseñanza.
Una Orden de 27 de mayo de ese mismo año se mostró favorable a concederle a título individual dicha petición. Arrobas no tendría que compartir aula con los alumnos varones, podría seguir los estudios en su casa y acudir al instituto a examinarse.
Se examinó el 13 de junio de 1871, cuando contaba trece años de edad. En el instituto se guardan los exámenes de ingreso de las asignaturas de latín y castellano, así como las distintas solicitudes que tuvo que presentar.
Pasado este trámite, de Arrobas apenas se sabe más, aunque son muchos los autores que sostienen que merecería la pena seguir investigando.
Arrobas creó jurisprudencia, pues se acudió  a su ejemplo cuando desde otras provincias se solicitó de forma oficial el acceso de la mujer a la enseñanza oficial. Así 2 de septiembre de 1871, se otorgó otra Orden, ahora al Rector de la Universidad de Barcelona, concediendo a María Elena Maseras y Ribera, la misma prerrogativa que a Antonia Arrobas, pero extendiendo ahora a todas las mujeres el derecho de poder refrendar mediante exámenes en institutos públicos los estudios de enseñanza secundaria. Estudios que debían de ser realizados de manera privada, y a los cuales se les confería validez académica.
A Arrobas y Maseras, siguieron Clara Costea y Franco (1872) y Elena Rodríguez Castiñeira (1873).

## Reconocimientos
En 2008 se puso es su memoria en el IES La Rábida un azulejo en el que puede leerse: «La educación, poderoso elemento de felicidad que no se debería negar a nadie».